# ファトフ・ムハンマド

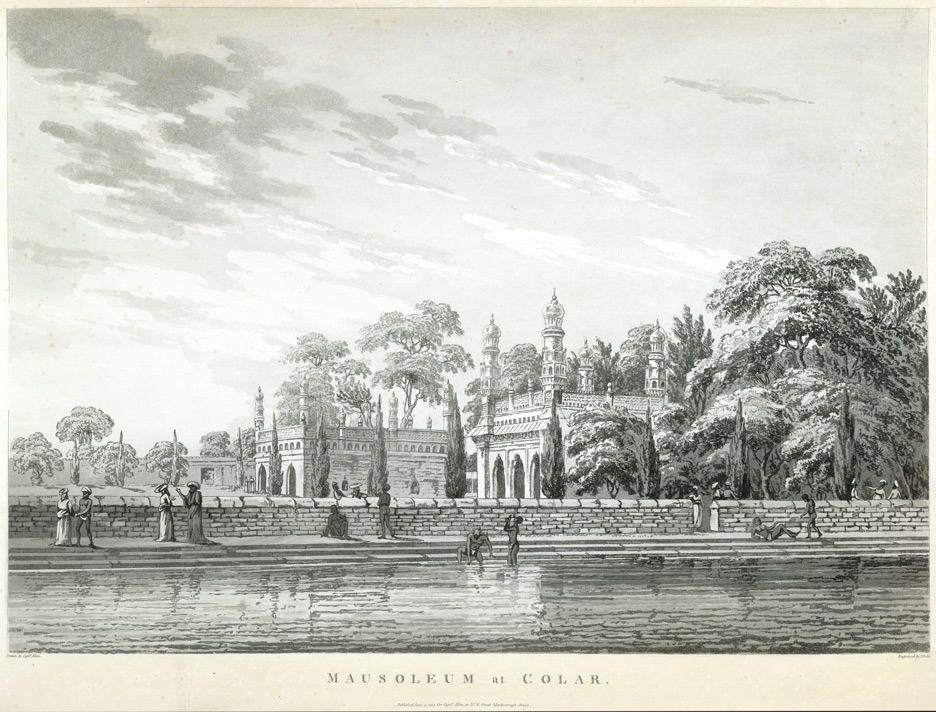
コーラールにあるファトフ・ムハンマドとその祖先の霊廟

ファトフ・ムハンマド（マラヤーラム語：ഫത്ത മുഹമ്മദ്, 英語：Fath Muhammad, 生年不詳 - 1725年9月9日以前）は、南インド、マイソール王国に仕えた武将の一人。本名はファトフ・ムハンマド・アリー・ハーン・コーラーリー（Fath Muhammad Ali Khan Kolari）という。のちに同国の支配を握ったハイダル・アリーの父親でもある。

## 生涯
ファトフ・ムハンマドはコーラールに生まれ、のちにデーヴァナハッリに移住した。
彼が生まれたのは南インド各地を転じて家業とする傭兵集団であり、その隊長である彼の家系はアラビア半島のクライシュ族にさかのぼるといわれる。
さて、17世紀末のデカン戦争の際、ファトフ・ムハンマドはムガル帝国の側で参加し、南インドのシェンジに逃げ込んだマラーター王国の攻撃にあたった（シェンジ包囲戦）。このとき、彼はロケット弾の部隊を50人ほど保持しており、攻城戦の際に使用した。
ファトフ・ムハンマドは帝国側に帰すると同時にカルナータカ太守ズルフィカール・ハーンに仕え、ジャーギール（封土）まで与えられた。だが、サアーダトゥッラー・ハーンが太守のときに離れ、マイソール王国に仕える身となり、同国の将軍として迎えられた。
ファトフ・ムハンマドの没年は定かではない。ただ、1725年9月9日以前に戦死している。

## 息子
ファトフ・ムハンマドには6人の息子がいた。なお、彼らの生没年には諸説あるため、下記の順が年齢順とは限らない。
- ワーリー・サーヒブ（父ともに戦死）
- アリー・サーヒブ
- ビヒルリー・サーヒブ
- シャーバーズ・アリー（イスマーイール・サーヒブ）
- ワーリー・ムハンマド（夭折）
- ハイダル・アリー